# Освајачи олимпијских медаља у атлетици — бацање кладива за мушкарце
Освајачи олимпијских медаља у атлетици у дисциплини бацање кладива за мушкарце, које је на програму од Олимпијских игара у Паризу 1900. приказани су у следећој табели, а резултати су исказани у метрима.
| Олимпијске игре             | Злато                                | Злато    | Сребро                               | Сребро | Бронза                                | Бронза |
| --------------------------- | ------------------------------------ | -------- | ------------------------------------ | ------ | ------------------------------------- | ------ |
| Париз 1900. детаљи          | Џон Фланаган · Сједињене Државе      | 51,01 ОР | Тракстон Хер · Сједињене Државе      | 46,26  | Џозаја Макракен · Сједињене Државе    | 43,58  |
| Сент Луис 1904. детаљи      | Џон Фланаган · Сједињене Државе      | 51,23 ОР | Џон Двајт · Сједињене Државе         | 50,265 | Ралф Роуз · Сједињене Државе          | 45,73  |
| Лондон 1908. детаљи         | Џон Фланаган САД                     | 51,93 ОР | Мет Макграт САД                      | 51,18  | Кон Волш САД                          | 48,50  |
| Стокхолм 1912. детаљи       | Мет Макграт САД                      | 54,74 ОР | Данкан Гилис Канада                  | 48,39  | Кларенс Чајлдс САД                    | 48,17  |
| Антверпен 1920. детаљи      | Патрик Рајан САД                     | 52,875   | Карл Јохан Линд · Шведска            | 48,43  | Бејзил Бенет САД                      | 48,25  |
| Париз 1924. детаљи          | Фред Тутел САД                       | 53,295   | Мет Макграт САД                      | 48,875 | Малком Ноукс · Уједињено Краљевство   | 48,875 |
| Амстердам 1928. детаљи      | Патрик О'Калахан · Ирска             | 51,39    | Осијан Скјелд · Шведска              | 51,29  | Едмунд Блек САД                       | 49,03  |
| Лос Анђелес 1932. детаљи    | Патрик О'Калахан · Ирска             | 53,92    | Виле Перхела · Финска                | 52,27  | Питер Заремба САД                     | 50,33  |
| Берлин 1936. детаљи         | Карл Хајн Немачка                    | 56,49 ОР | Ервин Блак Немачка                   | 55,04  | Фред Вангорд · Шведска                | 54,83  |
| Лондон 1948. детаљи         | Имре Немет Мађарска                  | 56,07    | Иван Губијан · Југославија           | 54,27  | Боб Бенет САД                         | 53,73  |
| Хелсинки 1952.              | Јозеф Чермак Мађарска                | 60,34 ОР | Карл Сторх · Немачка                 | 58,86  | Имре Немет Мађарска                   | 57,74  |
| Мелбурн 1956.               | Харолд Коноли · Сједињене Државе     | 63,19 ОР | Михаил Кривоносов · Совјетски Савез  | 63,03  | Анатолиј Самосветов · Совјетски Савез | 62,56  |
| Рим 1960.                   | Василиј Руденков · Совјетски Савез   | 67,10 ОР | Ђула Живоцки · Мађарска              | 65,79  | Тадеуш Рут · Пољска                   | 65,64  |
| Токио 1964.                 | Ромуалд Клим · Совјетски Савез       | 69,74 ОР | Ђула Живоцки · Мађарска              | 69,09  | Уве Бајер · Уједињени тим Немачке     | 68,09  |
| Мексико Сити 1968.          | Ђула Живоцки · Мађарска              | 73,36 ОР | Ромуалд Клим · Совјетски Савез       | 73,28  | Лазар Ловас · Мађарска                | 69,78  |
| Минхен 1972.                | Анатолиј Бондарчук · Совјетски Савез | 75,50 ОР | Јохен Захсе · Источна Немачка        | 74,96  | Василиј Хмеловски · Совјетски Савез   | 74,04  |
| Монтреал 1976.              | Јуриј Седих · Совјетски Савез        | 77,52 ОР | Алексеј Спиридонов · Совјетски Савез | 76,08  | Анатолиј Бондарчук · Совјетски Савез  | 75,48  |
| Москва 1980.                | Јуриј Седих · Совјетски Савез        | 81,80 ОР | Сергеј Литвинов · Совјетски Савез    | 80,64  | Јиржи Там · Совјетски Савез           | 78,96  |
| Лос Анђелес 1984.           | Јуха Таинен · Финска                 | 78,08    | Карл-Ханс Рим · Западна Немачка      | 77,98  | Клаус Плогхаус · Западна Немачка      | 76,68  |
| Сеул 1988. детаљи           | Сергеј Литвинов · Совјетски Савез    | 84,80 ОР | Јуриј Седих · Совјетски Савез        | 9,97   | Јиржи Там · Совјетски Савез           | 9,99   |
| Барселона 1992.             | Андреј Абдувалијев · Уједињени тим   | 82,54    | Игор Астапкович · Уједињени тим      | 81,96  | Игор Микулин · Уједињени тим          | 81,38  |
| Атланта 1996. детаљи        | Балаж Киш · Мађарска                 | 81,24    | Ланс Дил · Сједињене Државе          | 81,12  | Алексеј Крикун · Украјина             | 80,02  |
| Сиднеј 2000. детаљи         | Шимон Зјолковски · Пољска            | 80.02    | Никола Вицони · Италија              | 79.64  | Игор Астапкович · Белорусија          | 79.17  |
| Атина 2004. детаљи          | Коџи Мурофуши · Јапан                | 82,91    | Иван Тихон · Белорусија              | 79,81  | Ешреф Апак · Турска                   | 79,51  |
| Пекинг 2008. детаљи         | Примож Козмус · Словенија            | 82,02    | Кристијан Парш · Мађарска            | 80,96  | Коџи Мурофуши · Јапан                 | 80,71  |
| Лондон 2012. детаљи         | Кристијан Парш · Мађарска            | 80,59    | Примож Козмус · Словенија            | 79,36  | Коџи Мурофуши · Јапан                 | 78,71  |
| Рио де Жанеиро 2016. детаљи | Дилшод Назаров · Таџикистан          | 78,68    | Иван Тихон · Белорусија              | 77,79  | Војћех Новицки · Пољска               | 77,73  |
| Токио 2020. детаљи          | Војћех Новицки · Пољска              | 82,52    | Елвинд Хенриксен Норвешка            | 81,58  | Павел Фајдек Пољска                   | 81,53  |
| Париз 2024. детаљи          | Итан Кацберг Канада                  | 84,12    | Бенце Халас Мађарска                 | 79,97  | Михајло Кохан Украјина                | 79,39  |
| Лос Анђелес 2028.           |                                      |          |                                      |        |                                       |        |

## Биланс медаља у бацању кладива за мушкарце
|     | Држава                | Злато | Сребро | Бронза | Укупно |
| --- | --------------------- | ----- | ------ | ------ | ------ |
| 1.  | Сједињене Државе      | 7     | 5      | 8      | 20     |
| 2.  | Совјетски Савез       | 6     | 5      | 5      | 16     |
| 3.  | Мађарска              | 5     | 4      | 2      | 11     |
| 4.  | Пољска                | 2     | -      | 3      | 5      |
| 5.  | Ирска                 | 2     | -      | -      | 2      |
| 6.  | Уједињени тим         | 1     | 1      | 1      | 3      |
| 7.  | Нацистичка Немачка    | 1     | 1      | -      | 2      |
| 7.  | Финска                | 1     | 1      | -      | 2      |
| 7.  | Словенија             | 1     | 1      | -      | 2      |
| 7.  | Канада                | 1     | 1      | -      | 2      |
| 11. | Јапан                 | 1     | -      | 2      | 3      |
| 12. | Таџикистан            | 1     | −      | -      | 1      |
| 13. | Шведска               | -     | 2      | 1      | 3      |
| 13. | Белорусија            | -     | 2      | 1      | 3      |
| 15. | Западна Немачка       | -     | 1      | 1      | 2      |
| 16. | Немачка               | -     | 1      | -      | 1      |
| 16. | Источна Немачка       | -     | 1      | -      | 1      |
| 16. | Италија               | -     | 1      | -      | 1      |
| 16. | СФРЈ                  | -     | 1      | -      | 1      |
| 16. | Норвешка              | -     | 1      | -      | 1      |
| 21. | Украјина              | -     | -      | 2      | 2      |
| 22. | Уједињено Краљевство  | -     | -      | 1      | 1      |
| 22. | Уједињени тим Немачке | -     | -      | 1      | 1      |
| 22. | Турска                | -     | -      | 1      | 1      |
|     | Укупно 24 земље       | 29    | 29     | 29     | 87     |